# Ofenzíva na silnici Itríjah-Rakka (únor 2016)
Jižní ofenzíva IS a Džund al-Aksá byla vojenská operace zahájená 21. února 2016, kdy ozbrojenci IS podnikli překvapivý útok na pozice SAA v blízkosti města Hanaser (současně útočí na silnici mezi městy Itríja a Šejk Hilal – v guvernorátu Hamá), kterým prochází jediná zásobovací trasa syrské armády do zbytku guvernorátu Aleppo. Zatímco IS zaútočil z východu, pokusila se skupina Džund al-Aksá prorazit obranu vládních vojsk na západě. Dne 26. 2. 2016 byl IS z úseku Hanaser-Aleppo vytlačen. Mezi městy Šejk Hilal a Itríja boje stále probíhaly. Dne 28. 2. byla zásobovací trasa oficiálně otevřena. 

## Bitva
21–22. února: Ve 22:00 spustil Islámský stát ofenzívu a dalšího dne se mu společně se skupinou Džund al-Aksá podařilo dobýt Rasm Al-Nafal a další dvě stanoviště podél trasy Hanaser-Aleppo. Vládní vojska na severu byla nyní úplně odříznuta od zásob. Během dne získali ještě džihádisté kontrolu nad dalšími šesti vesnicemi a kopcem. Vládní vojska vyslala NDF ze severu posily (palestinské jednotky Liwa Al-Quds). Ke konci dne se jim podařilo získat zpět již zmíněný kopec.
23. února: Na pomoc SAA byly vyslány elitní jednotky známé jako Tiger forces. Mezitím IS zahájil další útok, tentokrát na město Hanaser, hlavní opěrný bod armády v oblasti. Vládním jednotkám se během dne podařilo získat opět kontrolu nad čtyřmi ze sedmi stanovišť, které předchozího dne ztratily. I přesto ale odpoledne bojovníci IS dobyli strategicky významné město Hanaser. Odpoledne započaly jednotky Tiger forces hlavní protiútok s bombardováním a tankovým výpadem. Protiútok byl veden ze dvou směrů. Tiger forces společně s Hizballáhem zaútočily na vesnici Rasm Al-Nafal ze severu, zatímco Palestinci s SAA postupovali z jihu zpět ke městu Hanaser. Ke konci dne obsadila SAA vesnici Rasm Al-Nafal a kopec v blízkosti města Hanaser.
24. února: Armáda vstoupila znovu do města Hanaser a postupuje i uvnitř něj. Dále přebrala kontrolu nad kopcem Tal Zarur. Od této chvíle se začaly dramaticky zvyšovat ceny jídla a léků v samotném Aleppu.
25. února: Armáda osvobodila Hanaser a postupovala severně, kde získala další vesnici (IS má stále kontrolu nad některými přilehlými kopci v oblasti). Ve stejnou chvíli se jednotkám postupujícím ze severu podařilo získat vesnici, o níž bojují již od předešlého dne. Ke konci dne osvobodila armáda další dvě vesnice a připravovala se na nový ranní útok.
26. února: Vládní vojska dále pokračovala v postupu a osvobodila další tři vesnice. Později téhož dne se vojákům SAA podařilo získat zbývající čtyři vesnice obsazené teroristy z IS. Tímto byl úsek silnice do Aleppa uvolněn.
28. února: Zásobovací trasa je oficiálně otevřena.

## Následky
Syrské armádě se podařilo silnici otevřít a následně rozšiřovala nárazníkové pásmo. Vládní ofenzíva mířila především východně proti bojovníkům Islámského státu. Ve dnech 9. a 10. března získala na Islámském státu 13 vesnic u jezera Al-Džabul.